# Edith Specht
Edith Wilhelmine Mette Maria Specht (* 20. August 1943 in Kilb) ist eine österreichische Althistorikerin.

## Leben
Edith Specht, die vierte Tochter des Matthias Ernst Specht und seiner Gattin Edith, geb. Pultar, besuchte von 1949 bis 1953 die Volksschule im Stift Klosterneuburg und ab 1953/1954 nach bestandener Aufnahmsprüfung das humanistische Gymnasium in Klosterneuburg. Im Juni 1961 legte sie die Matura ab. Auf Anraten des Vaters absolvierte sie ein Lehramtsstudium an der Universität Wien: Anglistik und Geschichte, dann Spezialisierung auf Numismatik und Alte Geschichte. Zum Gelderwerb machte sie verschiedenste Arbeiten: Hotel Sacher, Akademische Reisen Dr. Mader – Zürich etc. Ab 1966 nimmt sie regelmäßig an Grabungen teil: Ephesos mit Veronika Leon ÖAI; Boğazköy und Norşuntepe unter Harald Hauptmann DAI; Limyra unter Jürgen Borchhardt DAI, alle in der Türkei; Pleuron unter Friedrich Brein (Griechenland). Sie hatte Stipendien in Rom und Athen und machte weitere Auslandsreisen zu Sprachstudien. Nach der Promotion im Mai 1969 zum Dr. phil. mit der Dissertation Die Münzprägung von Tenedos (Gutachter Robert Göbl und Fritz Schachermeyr) war sie von 1972 bis 1974 in der Privatwirtschaft tätig. Seit dem 1. Februar 1975 ist sie Hochschulassistentin am damaligen Institut für Alte Geschichte, Archäologie und Epigraphik der Universität Wien. Mit dem Inkrafttreten des Universitätsorganisationsgesetzes 1975 intensive Mitarbeit – teilweise in führender Funktion – in den universitären Gremien (Institutskonferenz, Studienkommission, Senat, Kontaktkomitee des Mittelbaus der Universität Wien), aber auch in der Personalvertretung (Dienststellenausschuss). Ab 1978 hält sie regelmäßig Lehrveranstaltungen für Alte Geschichte ab. Nach der Habilitation 1985 (Frauensozialisation und Mädchenbildung in Griechenland) für Alte Geschichte und Altertumskunde mit besonderer Berücksichtigung der Frauenforschung wurde sie 1994 außerordentliche Universitätsprofessorin. 1997 wurde sie Projektleiterin im Kulturabkommen zwischen Wien, Rom, Oslo zum Thema Gender and Religion in Europe.
Sie ist verheiratet mit Dr. Harald Oelschlaeger.

## Schriften (Auswahl)
- mit Neda Bei, Heide Dienst, Edith Saurer, Ruth Wodak: Das ewige Klischee. Zum Rollenbild und Selbstverständnis bei Männern und Frauen. Böhlau, Wien u. a. 1981, ISBN 3-205-07163-8.
- als Herausgeberin: Frauen auf Münzen (= Materialien zur Frauenforschung. Band 1). Schindler, Wien 1988, ISBN 3-900532-12-5.
- Schön zu sein und gut zu sein. Mädchenbildung und Frauensozialisation im antiken Griechenland (= Reihe Frauenforschung. Band 9). Wiener Frauenverlag, Wien 1989, ISBN 3-900399-30-1.
- als Herausgeber: Nachrichten aus der Zeit. Ein Streifzug durch die Frauengeschichte des Altertums (= Reihe Frauenforschung. Band 18). Wiener Frauenverlag, Wien 1992, ISBN 3-900399-66-2.
- als Herausgeber: Frauenreichtum. Die Frau als Wirtschaftsfaktor im Altertum (= Reihe Frauenforschung. Band 27). Wiener Frauenverlag, Wien 1994, ISBN 3-900399-66-2.
- als Herausgeber: Alltägliches Altertum. Lang, Frankfurt am Main u. a. 1998, ISBN 3-631-33581-4.